# Parafia św. Bartłomieja Apostoła w Troszynie
Parafia pw. Świętego Bartłomieja Apostoła w Troszynie – rzymskokatolicka parafia z siedzibą w Troszynie przy ulicy Słowackiego, należąca do dekanatu Rzekuń, diecezji łomżyńskiej, metropolii białostockiej. Parafię prowadzą księża diecezjalni.

## Kościół parafialny
Zbudowany w latach 1956–1979; pobłogosławiony w 1973 r.; konsekrowany przez ks. bp. Mikołaja Sasinowskiego 29 czerwca 1975 r.

## Zasięg parafii
Do parafii należą wierni z miejscowości: Troszyn, Borowce, Choromany, Chrostowo, Chrzczony, Grucele, Jarnuty, Kurpie Dworskie, Kurpie Szlacheckie, Puchały, Rabędy, Repki, Sawały, Wysocarz, Zamość i Zapieczne.

## Historia
Parafia św. Bartłomieja Apostoła została w Troszynie erygowana w 1443 r. Fundatorem był Jan z Opinogóry i Troszyna, sędzia łomżyński. XVI wiek to okres rozkwitu miejscowości – proboszczami parafii zostaje dwóch księży wywodzących się z okolicznej szlachty: Jakub Chrostowski i Bartłomiej Troszyński. Miejscowość należała do rodu Troszyńskich. Zniszczona w czasie potopu szwedzkiego, w 1705 wzniesiono tu nowy drewniany kościół fundacji właściciela Troszyna, chorążego wyszogrodzkiego, Piotra Stumirowskiego.
Po rozbiorach pod zaborem pruskim, później w Księstwie Warszawskim, w 1815 w Królestwie Polskim. W czasie powstania listopadowego miejscowość znalazła się kilkakrotnie na trasie przemarszów wojsk polskich i rosyjskich, w maju 1831 kwaterował tu gen. Jan Skrzynecki przed bitwą pod Ostrołęką. W czasie powstania styczniowego w okolicy działały oddziały powstańcze, m.in. Zygmunta Padlewskiego.
W 1884 wzniesiono tu nowy drewniany kościół konsekrowany w 1887 przez biskupa Kossowskiego.
Okres I wojny światowej to kolejne zniszczenia – w 1915 w rejonie Troszyna i Rabęd toczyły się walki rosyjsko-niemieckie. W czasie II wojny światowej kościół został zamieniony przez Niemców na magazyn, a w 1944 na szpital dla żołnierzy niemieckich. 24 sierpnia 1944 w święto patrona parafii kościół został spalony przez wycofujących się Niemców.
Po wojnie msze święte w Troszynie odbywały się w domu parafialnym, a nowy kościół projektu Barbary Brukalskiej zbudowany został w latach 1956–1975, z częściowym wsparciem finansowym Polonii Amerykańskiej, konsekrowany 29 czerwca 1975 przez biskupa łomżyńskiego Mikołaja Sasinowskiego.